# Вулиця Шевченка (Рівне)

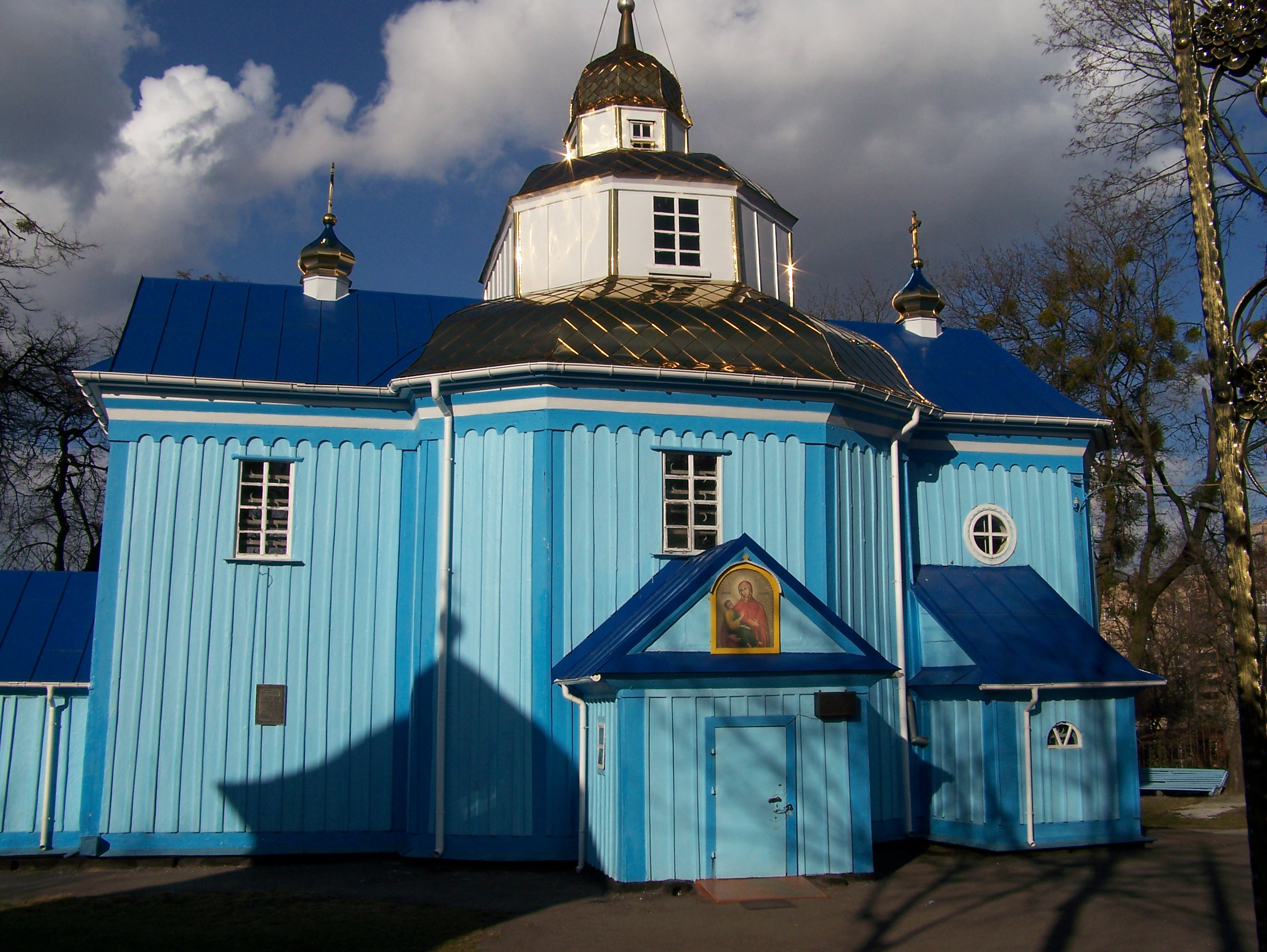
Успенська церква

Вулиця Шевченка — вулиця в центрі міста Рівне. Названа на честь українського поета, художника Тараса Григоровича Шевченка.Стара назва — вулиця Омелянівська.

## Історія
Вулиця згадується з 1629 року. Тоді вона називалася Супонівською. На ній розташована Успенська церква, збудована 1757 року. За легендами, у церкві молився Іван Гонта. У 60-х роках XX століття радянська влада планувала знести храм, а на його місці побудувати гуртожиток для студентів технікуму текстильної промисловості. Врятували церкву мешканці цієї ж вулиці. У 1883 році церква і дзвіниця покриті бляхою і пофарбовані. У 2001 році на подвір'ї церкви встановлено пам'ятний знак, що увічнив одного з настоятелів цього храму, фундатора народного цілительства, Почесного громадянина міста Рівного Михайла Андрійовича Носаля, який із 1935 по 1950 роки був протоієреєм Свято-Успенської церкви.Довгий час вулиця називалася Омелянівською, бо через неї пролягав шлях до села Омеляна.